# Demon Knights
Los Demon Knights (Caballeros Demoníacos en español) Es un grupo de superhéroes de la editorial DC Comics lanzado en 2011 como parte del relanzamiento denominado The New 52 . Es un equipo conformado por algunos personajes clásicos como: Etrigan, Madame Xanadu, Shining Knight entre otros. Su principal diferencia con respecto a los otros títulos de la editorial, como la Liga de la Justicia, es que este equipo realiza sus hazañas heroicas en la Edad Media, según la cronología histórica del Universo DC. Su creador es Paul Cornell, en colaboración con los dibujos de Diogenes Neves y Robert Venditti.

## Biografía de la serie
Cuando se planificó Los Nuevos 52, DC Comics se le pidió a Paul Cornell darle una nueva serie para el personaje el Demonio Etrigan. A petición suya, convirtió el futuro título que fuese ambientado en la época medieval, ya que era de más adecuado para él, y un período más apropiado para que Etrigan tuvisese sus aventuras. Cornell también declaró que la influencia para el nuevo título se basaba a su gusto personal hacia la película Los siete magníficos, de la cual ha tomado cierta influencia, al tratar un título sobre un grupo de héroes que están más interesados en sus interacciones entre sus personajes, más que en cualquier escenario o cualquier período. Posteriormente a su publicación, se confirmó que este equipo es la versión ancestral de Stormwatch.

## Personajes de la Serie

### Miembros del Equipo
- Etrigan - Un demonio, unido por un mago como maldición al humano Jason Blood. Fue creado por Jack Kirby .
- Madame Xanadu - Una poderosa hechicera inmortal, con vínculos con el mago Merlin.
- Vándalo Salvaje - El último de los Cro-Magnon, humano inmortal producto de un contacto con un meteorito radioactivo. Históricamente es conocido por ser uno de los más grandes supervillanos regulares en el Universo DC, en este tiempo medieval, aún no se convierte en un supervillano.
- Shining Knight - Un caballero de la mesa redonda que ha estado al servicio del Rey Arturo, en esta ocasión la versión de Los Nuevos 52 este caballero tiene un origen transgénero llamado Sir Ystin.
- HorseWoman - Guerrera que quedó paralítica en un accidente cuando era pequeña, tiene vínculos mágicos con los caballos y puede comunicarse con ellos.
- Al Jabr- Un Guerrero árabe experto en el combate y las tácticas, con un buen conocimiento de las matemáticas.
- Exoristos - Es una amazona que fue exiliada por no cumplir con los estándares de disiplina de estas.

### Villano Recurrente
- Lucifer - un ángel caído y el gobernante del Infierno. Es el Jefe del Demonio Etrigan antes que éste se una a los Demon Knights.

## Sinopsis
El primer arco argumental de la serie trata una historia en donde Jason Blood y Xanadu llegan a un pueblo llamado la Pequeña Primavera. Mientras que en la taberna local, se encuentran Vándalo Salvaje, Sir Ystin, Al Jabr, y Exoristos. Fuera de la ciudad, se acercana una horda inminente de guerreros al servicio de la Reina Questing y el hechicero Mordru, esta horda compuesta por bárbaros, dinosaurios mágicamente encantados y dragones mecánicos conducidos por guerreros humanos se dirigen al pueblo. La reina desea pasar por Pequeña Primavera para poder llegar a la rica ciudad de Alba Sarum, y tómarla por sorpresa. Cuando la horda le encuentra resistencia a los héroes, la Reina decide que la única opción posible es tomar acción al contener el ataque de los héroes y destruir la ciudad. Vandal le dice a los aldeanos de que el único medio de supervivencia es de evacuar, después de que éste les dice que alguna vez estuvo al servicio de la horda de la Reina Questing. Sin embargo, para poder salvar a la ciudad de una bola de fuego que se aproximaba, Xanadu crea un encantamiento mágico de sellado para poder proteger el pueblo de Pequeña Primavera tanto adentro como por afuera, hasta que la barrera resista hasta el amanecer. La amazona es capaz de atravesar la barrera y se dirige a advertirles a Alba Sarum para que éste pueda traer refuerzos. Tanto los héroes como los pobladores se preparan para la batalla que se avecina, Sir Ystin recibe una visión de Merlin. Él le revela a Ystin la fuente de su inmortalidad y su anhelo de buscar el Santo Grial. Merlin también le explica que el propio Camelot es una ciudad que se reencarna largo de los siglos, lo que significa que es el mejor hombre de toda la humanidad, pero siempre caerá antes de su tiempo. Vandal con la Reina, haciendo su escape del pueblo de Pequeña Primavera por un pasaje subterráneo, y haciéndolo general de sus fuerzas. El último obstáculo del día empieza, y finalmente Xanadu. El resultado de la batalla es determinado producto de una brutal masacre de todos los aldeanos de Pequeña Primavera. Vándalo revela que sus verdaderas intenciones eran el capturar las líneas de suministro de la horda por sí mismo, pero resulta siendo descubierto por la Reina. Ella lo ataca con fuego con sus propios poderes hacia Vándalo provocando reactivar el caos una vez más. Las fuerzas del Alba Sarum llegan y obligan a la Reina Questing a retirarse, pero Pequeña Primavera y sus habitantes quedan devastados.
Después de la batalla, el grupo resultan siendo convocados por las princesas Alba y Sarum. Ellos han construido su ciudad con la esperanza de crear un nuevo Camelot, y resulta ayudándoles el mismísimo Merlín. Sin embargo, Merlín misteriosamente cae aparentemente asesinado, y sin su ayuda, las princesas son incapaces de poder cumplir su promesa de poder crear un nuevo Camelot y serán incapaces de casarse. Xanadu les explica que el único medio para la resurrección de Merlin es recuperar su alma del Avalon. Las princesas les proveen de una nave y armas para viajar a Gran Bretaña y encontrar un camino a Avalon. Mientras tanto, Etrigan planea con su amo, Lucifer, tomar el Avalon por sí mismos. Después de una batalla contra piratas mientras cruzaban el Canal de la Mancha, los héroes llegan a Gran Bretaña, que se ha visto afectada recientemente por unos feroces animales gigantes. Ellos rastrean el origen de los monstruos a las ruinas abandonadas de Camelot. La única estructura que queda ahora es una torre misteriosa emite una enfermiza luz verde oscura. Los héroes son entonces atacados por una encarnación de Zombis del Rey Arturo, la luz hace cambiar a los todos los Demon Knights convirtiéndolos en monstruos, pero esto le ahorra esfuerzo alguno a Xanadu debido a que se parece a uno de sus deseos más oscuros. Los zombis del Rey Arturo son llevados a una oscura cueva en donde se utiliza las aguas de Camelot para poder revertir sus transformaciones. Con la ayuda de los Demon Knights, Arturo lidera un asalto a la torre. Al entrar, se revela que la fuente de la magia negra sobre las ruinas es la obra de la hechicera supervillana Morgana le Fey. Morgana captura al Rey Arturo y a los Demon Knights y les explica que ella planea utilizarlos como sacrificios para salir de su propia forma decrépita y poseer el cuerpo de Merlín. Después de escapar, los héroes se enfrentan a Morgana, pero ella utiliza su magia para poseer a Arturo en su lugar. Con su último aliento, Arturo destruye la columna central que sostiene el encantamiento mágico de la torre provocando que esta se derrumbe. Mientras Morgana los detiene, los caballeros no son capaces de encontrar el paso a Avalon y un Etrigan termina llevándoselos al infierno.
En el infierno, los Demon Knights se enfrentan a sus propios tormentos individuales, así como Lucifer y Etrigan planean su próximo movimiento. El tormento a Exoristos es estar encadenado a las costas de Themyscira, a la cual considera incapaz de llegar a ella. Lucifer se le aparece ante ella y le ofrece su libertad a cambio si ella lleva un diamante negro de regreso a la Tierra. Esto deja a Jason Blood detrás de las ruinas de Camelot y se prepara para entrar al infierno para salvar a Xanadu hasta que resulta interrumpido por la Reina Questing. La Reina entonces hace un trato con Jason para forzar un intercambio entre él y Etrigan para que pueda rescatar a Xanadu. Mientras tanto, Sir Ystin se libera de su tormento y comienza el rescate de los otros Demon Knights y hacen planes para escapar al Avalon con el cuerpo de Merlín. Mientras tanto, tanto la Reina Questing y Lucifer hacen sus planes para invadir el Avalon y tomarlo para sí mismos. Es durante este tiempo en el que Sir Ystin le explica a Exoristos, después de que ella trataba de hacer pasarse por él, cuando él no es ni un hombre o una mujer. que [Él] es ambas cosas, o sea es hermafrodita. Los héroes finalmente van en camino al Avalon pero son atacadoa por las fuerzas de Avalon, así como las fuerzas de Lucifer y la Reina Questing. Una gran batalla inicia entre las fuerzas de la Tierra, el Cielo y el infierno y entra en su clímax cuando el Rey Arturo aparece con sus caballeros de la mesa redonda a través de las eras. Un Merlin rejuvenecido es regresado a la vida lentamente por la magia del Avalon y les dice que se debe crear la lluvia del Avalon a la cual Al Jabr les ofrece. La lluvia del Avalon debilita a los demonios de Lucifer y elimina los encantamientos de los dinosaurios de la Reina. Con ambas fuerzas derrotadas, los Demon Knights salen victoriosos y Merlín les designa como la primera encarnación de Stormwatch. A su regreso a la Tierra, los Demon Knights se van por caminos separados.
Pasan treinta años después, los Demon Knights se vuelven a reúnir de nuevo, pero esta vez son convocados por un envejecido Al Jabr (siendo el único no-inmortal del grupo). Él dice que el vampiro Caín está atravesando los territorios del continente europeo, con una horda de vampiros y planea convertir a las guerreras de Themyscira como parte de propio imparable ejército de muertos vivientes. Entonces, los Demon Knights finalmente reúnen, pero ya es demasiado tarde para que las fuerzas de Caín zarpen hacia Themyscira. Con la magia de Xanadú, los caballeros crean una balsa improvisada para poder ayudar a las amazonas para evitar que caigan en las manos de Caín. Sin embargo, Sir Ystin cree que esta batalla marcará, por lo que resulta siendo mordido y terminó convirtiéndose en vampiro, como sucedió en su visión profética. Aunque finalmente se las arreglan para derrotar a Caín, Ystin de todas formas resulta mordido.

## Recepción
La primera emisión de la historieta la convirtió en la 72.ª historieta más vendida del mes de septiembre de 2011. La serie estuvo abierta a críticas positivas, con una puntuación de alrededor de 8 a 9 por parte de la división de cómics de IGN para los primeros números, sobre todo destacando al escritor Erik Norris, en la que los lectores les recomendó leerse este título, diciéndoles: Les digo a ustedes los fanáticos de los cómics, la historieta de los Demon Knights es impresionante. Les sugiero que la adicionen a su colección y denle a esta impresionante y divertida historieta su mejor opción si no lo han hecho. Ustedes no se arrepentirán. Una serie como esta necesita de todo el apoyo para que pueda llegar a evitar sea cancelada. Popmatters comparó el estilo retro-moderno de Paul Cornell con un DJ, al mencionar que es como mezclar RZA con Miles Davis.

## Ediciones Recopilatorias
- Demon Knights Vol. 1: Seven Against the Dark (Recopilaciones Demon Knights #1-7)
- Demon Knights Vol. 2: The Avalon Trap (Recopilaciones Demon Knights #8-12 y #0)
- Demon Knights Vol. 3: The Gathering Storm (Recopilaciones Demon Knights #13-23)